# No Guts, No Glory (Krause)
No Guts, No Glory is het debuutalbum van de Nederlandse zangeres Krause en kwam op 23 oktober 2009 uit op Sony BMG. In 2008 verscheen de single Radio Edit met een videoclip, en een paar weken voor het album kwam het nummer No Guts, No Glory uit als single met videoclip.

## Nummers
1. Something To Write Home About
2. Do It Again
3. No Guts, No Glory
4. Soaring Through The Starlight
5. Life Of My Story
6. Fangs
7. Follow Me
8. Rock The Boat
9. Outta Yer Mind
10. Radio Edit
11. I Want A Pony
12. Can’t Shut Me Up